# Санникандро-ди-Бари
Санникандро-ди-Бари (итал. Sannicandro di Bari) — коммуна в Италии, располагается в регионе Апулия, в провинции Бари.
Население составляет 9363 человека (2008 г.), плотность населения составляет 170 чел./км². Занимает площадь 55 км². Почтовый индекс — 70028. Телефонный код — 080.
Покровителем коммуны почитается святой Иосиф Обручник, празднование в последнее воскресение июня. В коммуне особо почитаем Крест Господень, празднование в последнее воскресение сентября.
В коммуне также особо отмечают
- память святого Никандра, празднование 4 и 5 ноября;
- Пепельную среду;
- светлый понедельник, праздник Пресвятой Богородицы (La Madonna di Torre);
- праздник Пресвятой Богородицы (la Madonna del Carmine), празднование 15 и 16 июля;
- Успение Пресвятой Богородицы, празднование 14 и 15 августа;
- праздник Пресвятой Богородицы (la Madonna delle Grazie), празднование 8 сентября.

## Демография
Динамика населения:

## Администрация коммуны
- Официальный сайт: http://www.comune.sannicandro.bari.it